# 가시엉겅퀴
가시엉겅퀴(Cirsium japonicum var. spinossimum)는 국화과에 속하는 여러해살이풀이다. 생약명으로는 야홍화(野紅花)이다.

## 생태
한국의 각지에서 자란다. 높이는 50~100cm까지이다.
근생엽은 꽃이 필 때까지 남아있고 줄기잎보다 크며 타원형 또는 피침상 타원형이다. 가장자리에 결각상의 톱니와 더불어 가시가 있고 줄기잎은 피침상 타원형이다. 동속 근연종에 비해 잎이 다닥다닥 달리고 보다 가시가 많다.
꽃은 6~8월에 피며 지름 3~5cm로 가지끝과 원줄기 끝에 달린다. 꽃부리는 자주색 또는 적색이며 길이 19~24mm이다. 수과는 길이 3.5~4mm이다. 줄기의 높이는 50~100cm로 전체에 백색털, 거미줄같은 털이 있다.

## 쓰임새
어린순을 식용으로 하고 성숙한 것은 약용으로 한다.

## 유사종
- 엉겅퀴
- 좁은잎엉겅퀴 : 잎이 좁고 녹색이며 키가 작으며 잎몸 가장자리의 가시는 다소 많고 약간 길고 딱딱하다.
- 흰가시엉겅퀴 : 흰 꽃이 핀다.

## 참고 문헌
- 《쉽게찾는 야생화》(현암사,2010) ISBN 978-89-323-1556-0 03480
- 《한국의 야생식물》(일진사, 2003) ISBN 89-429-0703-2